# Ляпунов, Григорий Петрович
Григорий Петрович Ляпунов — голова и воевода во времена правления Фёдора Ивановича, Бориса Годунова и Василия IV Ивановича Шуйского.
Из дворянского рода Ляпуновы. Второй, из пяти сыновей Петра Саввича Ляпунова. Имел братьев, известных деятелей Смутного времени: Александра, Прокофия, Захария и Степана Петровичей.

## Биография
В 1595 году второй воевода в Ельце, откуда послан к Тихой Сосне на Колмовскую дорогу.
В 1596 году голова в Ельце для посылок в поле.
В 1602 году отправлен из Москвы с малой конюшни с аргамаками в Тверь для встречи датского королевича Иоганна Шлезвиг-Гольштейнского, жениха Ксении Годуновой.
Имеется две версии смерти Григория Петровича в 1606 году:
1. По приказу Лжедмитрия I, замучен в Москве.
2. Погиб в бою.

## Семья
От брака с Еленой, дочерью богатого рязанского землевладельца Булгака Андреевича Корокодымова, имел детей:
- Ляпунов Степан Григорьевич — погиб в бою под Михайловым.
- Ляпунов Яков Григорьевич — погиб под Зарайском.
- Ляпунов Василий Григорьевич — стольник и воевода.
- Ляпунов Фёдор Григорьевич — в 1646 году голова у стольников в походе из Ливен в Белгород с бояриным и князем Одоевским. В сентябре 1648 года пристав у шведских послов.
- Мария Григорьевна — в феврале 1623 года вышла замуж за чингизида. астраханского царевича Михаила Михайловича Кайбулина (ум. до 1628 года)[1].